# Polyalthia pumila
Polyalthia pumila är en kirimojaväxtart som beskrevs av Henry Nicholas Ridley. Polyalthia pumila ingår i släktet Polyalthia och familjen kirimojaväxter. Inga underarter finns listade i Catalogue of Life.